# Руденко Роман Андрійович
Рома́н Андрі́йович Руде́нко (рос. Роман Андреевич Руденко; 25 липня (7 серпня) 1907, в с. Носівка Чернігівської області (насправді[джерело?] в с. Підгайне, за 1 км від с. Носівка) — 23 січня 1981, Москва), радянський юрист, в 1944–1953 прокурор УРСР; з 1953 Генеральний прокурор СРСР. Депутат Верховної Ради УРСР 2-го скликання. Депутат Верховної Ради СРСР 3—10-го скликань. Член ЦК КП(б)У в 1949—1954 роках. Кандидат у члени ЦК КПРС (1956—1961), член ЦК КПРС у 1961—1981; делегат 18-24-го з'їздів КПРС, дійсний державний радник юстиції, Герой Соціалістичної Праці (1972).

## Життєпис
Народився 25 липня (7 серпня) 1907 року в містечку Носівка Ніжинського повіту Чернігівської губернії в родині носівського козака Андрія Григоровича Руденка та його дружини Наталії Омелянівни, багатодітній бідняцькій родині. Хрещений в Миколаївській церкві Носівки.
Щоб прогодувати велику родину батько та мати наймитували. Закінчивши у 1922 році Носівську семирічну сільську школу, Роман Руденко працював у сільському господарстві, наймитував та пас худобу, а з 1924 року працював чорноробом Носівського цукрозаводу. У 1924 році вступив до комсомолу, з грудня 1925 року обирався членом Носівського районного комітету ЛКСМУ, завідував культурно-пропагандистською діяльністю райкому комсомолу.
Член ВКП(б)-КПРС з грудня 1926 року.
Працював інспектором та завідувачем культурно-пропагандистського відділу Носівського районного виконавчого комітету Чернігівщини, а з 1928 року — інспектором Ніжинської окружної робітничо-селянської інспекції.
У листопаді 1929 року окружний комітет КП(б)У скерував його на посаду старшого слідчого Ніжинської окружної прокуратури. Потім працював помічником Чернігівського окружного прокурора, з жовтня 1930 року — прокурором Бериславського району на Миколаївщині.
У 1930-х роках працював на Донбасі помічником прокурора міста Маріуполя (з 1931 року), старшим помічником Донецького обласного прокурора (у грудні 1932 — жовтні 1933 року), прокурором міста Макіївки (у жовтні 1933 — березні 1936 року), заступником Донецького обласного прокурора (у березні 1936 — жовтні 1937 року). У жовтні 1937 — червні 1938 р. — прокурор Донецької області. У червні 1938 — січні 1940 р. — прокурор Сталінської області. Закінчив перший курс заочного відділу Харківського юридичного інституту.
Обіймаючи посаду прокурора Донецької (Сталінської) області, заступника прокурора УРСР, прокурора УРСР та Генерального Прокурора СРСР, брав безпосередню участь у масових політичних репресіях населення. Зокрема, у часи Великого терору 1937-38 Руденко був членом Трійки НКВС по Донецькій області.
Освіту здобував у екстернаті Московської юридичної школи Наркомату юстиції РРФСР (1941) і на Вищих юридичних курсах при Всесоюзній правовій академії (вересень 1940 — 1941 р.), після чого у червні 1941 року був призначений начальником відділу Прокуратури СРСР по нагляду за органами міліції.
У березні 1942 — червні 1944 р. — заступник прокурора (з серпня 1942 року виконував обов'язки прокурора), а з червня 1944 по серпень 1953 року — прокурор Української РСР. 27 липня 1944 року Руденко стає державним радником юстиції 2 класу, що тоді прирівнювалося до військового звання генерал-лейтенанта. Закінчив чотири курси юридичного факультету Київського державного університету.
У 1945–1946 виступав головним обвинувачем від СРСР на Нюрнбергському процесі.
Після призначення на посаду Генерального Прокурора СРСР 1 серпня 1953 року прибув на шахту № 29 (Воркута), де власноручно і демонстративно застрелив одного із очільників табірного страйку військовополонених-іноземців — поляка Ігнацевича. Після інциденту табірна варта почала розстрілювати беззбройних страйкарів із кулеметів. Загинуло кількасот людей. Винуватців масового розстрілу не покарано.
З 30 червня 1953 по 23 січня 1981 року працював беззмінно майже 30 років Генеральним прокурором СРСР. Після 1953 року брав активну участь у реабілітації жертв політичних репресій. З ініціативи Руденка 4 травня 1954 року створено Центральну комісію з перегляду справ засуджених за контрреволюційні злочини. Комісія пропрацювала до 24 березня 1956 року, коли була трансформована у Центральну комісію з розгляду справ на осіб, які відбувають покарання за політичні, посадові та господарські злочини.
Почесний доктор юридичних наук університету ім. Гумбольдта (1960) і Карлового (Празького) університету (1966). Нагороджений 5-ма орденами Леніна, орденом Жовтневої Революції, орденом Трудового Красного Прапора та медалями. (ВРЕ) В Носівському районі після війни ніколи не був.
Руденко — учасник і організатор низки міжнародних конгресів і конференцій по боротьбі з нацизмом і мілітаризмом, один із найактивніших учасників Нюрнберзького процесу. Увесь цей час він був і депутатом Верховної Ради СРСР, а в 1972 році став Героєм Соціалістичної Праці.

## Пам'ять
в 2015 році Прокуратура РФ заснувала відомчу нагороду «Медаль Руденко»
в связи с празднованием 70-летия со дня Победы в Великой Отечественной войне и в целях увековечивания памяти главного государственного обвинителя от СССР на Нюрнбергском судебном процессе